# Јужни кречњачки Алпи
Јужни кречњачки Алпи (италијански: Alpi Sud-orientali) је планински венац у Источним Алпима, јужно од Централних Источних Алпа, који се простире на територији северне Италије и деловима Аустрије и Словеније. Од Централних Алпа, на којима се налазе највиши врхови, разликују се у геолошком саставу. Јужни кречњачки Алпи простиру се од планинског венца Собрета-Гавиа у Ломбардији на западу до Похорја у Словенији на истоку.

## Класификација Алпског клуба Источних Алпа
| Распоред Јужних кречњачких Алпа према класификацији Алпског клуба (од истока ка западу): - Похорје (1) - Савињско-Камнишки Алпи (2) - Караванке (3) - Јулијски Алпи (4) - Гејлски Алпи (5) - Карнски Алпи (6) - Јужни Карнски Алпи (7) - Доломитски Алпи (8) - Фиемске планине (9) - Вићентијски Алпи (10) - Нонсберг масив (11) - Брента масив (12) - Гардске планине (13) - Ортлерски Алпи (14) - Адамело-Пресанела масив (15) - Собрета-Гавиа масив (16) |

## Физиографија
Јужни Алпи су посебан физиографски део веће Алпске провинције, која је део већег Алпског система физиографске поделе.